# Lucz Dóra
Lucz Dóra (Budapest, 1994. szeptember 26. –) háromszoros Európa-bajnok magyar kajakos. Az Újpesti TE versenyzője, edzője Almási Nándor.

## Élete és pályafutása
Budapesten született, másik két lánytestvére is kajakozik. A dunakeszi Radnóti Miklós Gimnáziumban folytatta tanulmányait. Sportpályafutását a Dunakeszi Kajak Klubnál kezdte, nevelőedzői Rasztótzky János és László Gizella voltak.
A Minszkben megrendezett 2016-os U23-as világbajnokságon 200 és 500 méter egyéniben is aranyérmet szerzett. A 2017-es Európa-bajnokságon Plovdivban K–1 200 méteren az első helyen végzett 39,317 másodperces idővel. A négyes 500 méteren Medveczky Erika, Takács Tamara és Vad Ninetta társaként szintén aranyérmet szerzett.
2021-ben a Poznańban rendezett Európa-bajnokságon kajak 200 méter egyéniben ezüstérmes lett, a kajak négyes tagjaként pedig Európa-bajnok 500 méteren.
A 2021 nyarára halasztott a tokiói olimpián 200 méter kajak egyesben a 6. helyen végzett.